# Almegíjar
Almegíjar ist ein südspanisches Bergdorf, welches zusammen mit dem knapp 4 km entfernten Nachbarort Notáez eine Gemeinde (municipio) mit nur noch 325 Einwohnern (Stand: 2024) im Süden der Provinz Granada in der autonomen Region Andalusien bildet.

## Lage und Klima
Der Ort Almegíjar liegt an einem Südhang der Alpujarras oberhalb des Tals des Río Guadalfeo ca. 84 km (Fahrtstrecke) südöstlich der Provinzhauptstadt Granada in einer Höhe von ca. 810 m; die Mittelmeerküste bei La Rábita ist gut 50 km in südöstlicher Richtung entfernt. Das Klima im Winter ist gemäßigt, im Sommer dagegen warm bis heiß; die geringen Niederschlagsmengen (ca. 540 mm/Jahr) fallen – mit Ausnahme der nahezu regenlosen Sommermonate – verteilt übers ganze Jahr.

## Bevölkerungsentwicklung
| Jahr      | 1857 | 1900 | 1950 | 2000 | 2020 |
| Einwohner | 1414 | 1294 | 1523 | 427  | 337  |

Infolge der Mechanisierung der Landwirtschaft, der Aufgabe bäuerlicher Kleinbetriebe („Höfesterben“) und dem daraus resultierenden  Verlust von Arbeitsplätzen ist die Einwohnerzahl der Gemeinde seit der Mitte des 19. Jahrhunderts deutlich zurückgegangen.

## Wirtschaft
Bereits in maurischer Zeit wurde hier mit der Produktion von Seide begonnen, doch noch in der frühen Neuzeit lebten die Bewohner des Ortes in hohem Maße als Selbstversorger von den Erträgen ihrer Felder und Hausgärten. Außerdem wurde Viehzucht (v. a. Schafe, Ziegen und Schweine) betrieben; Esel wurden als Tragtiere gehalten. Dieser Zustand änderte sich erst mit dem Ausbau der Infrastruktur im 20. Jahrhundert. Heute dominieren Oliven- und Mandelbaumplantagen. Im Ort selbst haben sich Kleinhändler, Handwerker und Dienstleister aller Art angesiedelt. Seit den 1960er Jahren spielt der innerspanische Tourismus in Form der Vermietung von Ferienwohnungen (casas rurales) eine immer größer werdende Rolle.

## Geschichte
Prähistorische, römische und westgotische Funde fehlen. Die Gründung des heutigen Ortes erfolgte höchstwahrscheinlich im 8. Jahrhundert durch Berber aus Nordafrika, auf die auch der Terrassenfeldbau in den Alpujarras mit seiner ausgeklügelten Bewässerungstechnik zurückgeht. Nach dem Ende des Kalifats von Córdoba (um 1020) übernahmen die Ziriden von Granada die Macht, die sie jedoch wenig später an die berberischen Almoraviden und Almohaden abtreten mussten. Als Teil des Emirats von Granada blieb das Bergland der Alpujarras bis etwa zum Jahr 1490 islamisch; auch danach gab es wiederholte Aufstände gegen die Rückeroberungsbestrebungen (reconquista) der Christen. Mit dem Alhambra-Edikt (1492) der Katholischen Könige begann die Vertreibung der Juden in Spanien; nach den Moriskenaufständen der Jahre 1499 bis 1501 und 1568 bis 1571 wurden die letzten Muslime zu Beginn des 17. Jahrhunderts ebenfalls ausgewiesen. Der Ort musste danach mit Christen aus anderen Gebieten der Iberischen Halbinsel neu besiedelt werden.

## Sehenswürdigkeiten

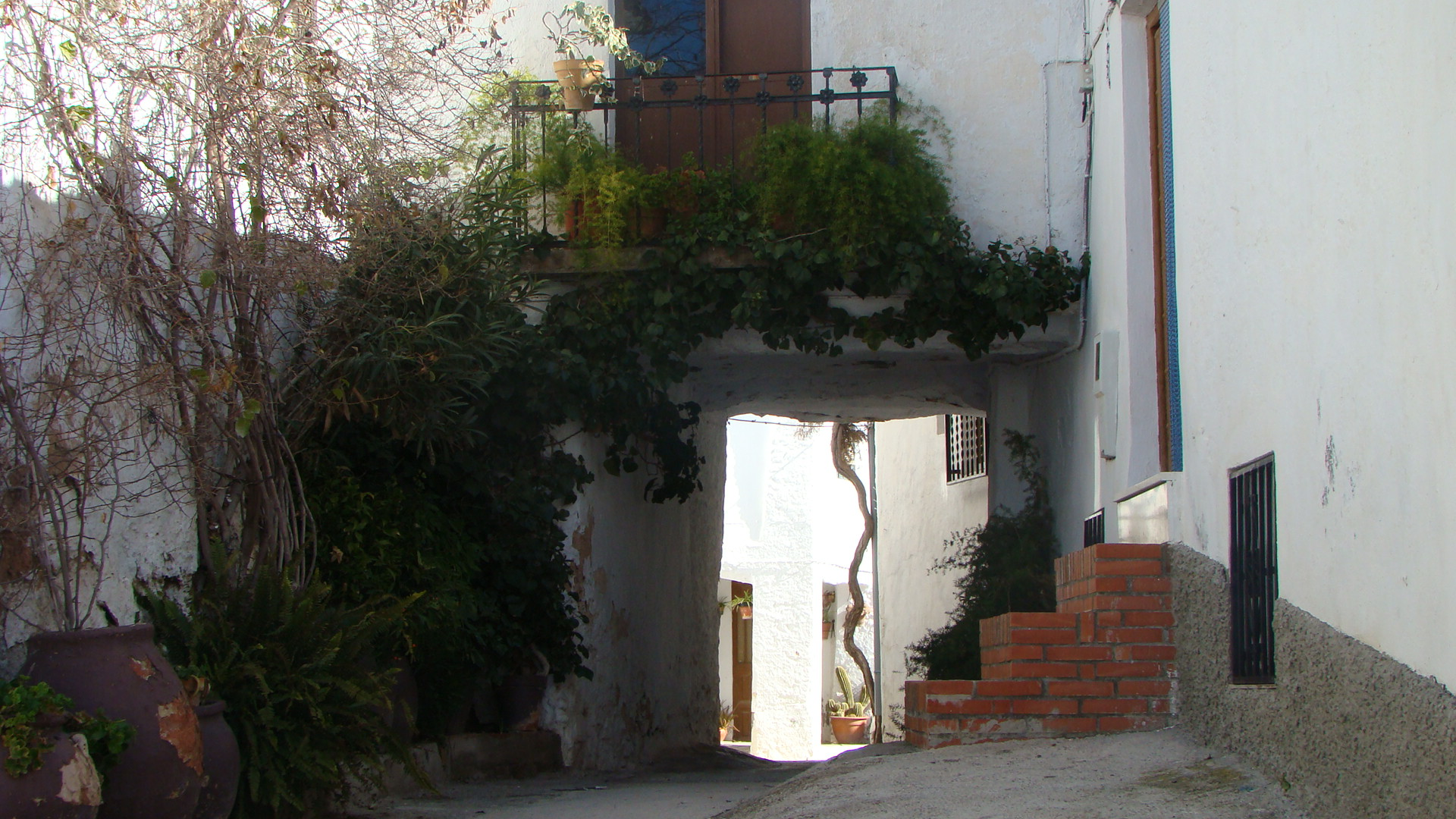
Überbaute Gasse in Notáez

Die Gassen der beiden Orte sind in traditioneller Berbermanier teilweise überbaut (tinaos). Die zumeist aus Bruchsteinen gebauten Häuser des Ortes sind verputzt und weiß getüncht. Wegen der geringen Niederschläge haben viele Häuser Flachdächer. Mehrere Brunnen (fuentes) bereichern das jeweilige Ortsbild.
Almegíjar
- Die einschiffige Iglesia de Cristo de la Salud stammt aus den 1530er Jahren; sie wurde jedoch im 18. Jahrhundert weitgehend neu gestaltet.
- Ein Waschhaus (lavadero) entstand zu Beginn des 20. Jahrhunderts.

Notáez
- Eine örtliche Pfarrkirche entstand bereits im 16. Jahrhundert anstelle einer kleinen Moschee. Die heutige, aus Bruchsteinen gemauerte Mudéjar-Kirche entstand jedoch erst im 18. Jahrhundert.